# Colonia Veinticinco
Colonia Veinticinco es una localidad argentina ubicada en el Departamento Marcos Juárez de la provincia de Córdoba. Se halla 11 km al norte de Los Surgentes, de la cual depende administrativamente. La colonia fue formalmente incorporada a Los Surgentes en 1910.
Cuenta con una escuela primaria.

## Población
Cuenta con 17 habitantes (Indec, 2010), lo que representa un incremento del 70% frente a los 10 habitantes (Indec, 2001) del censo anterior.
| Gráfica de evolución demográfica de Colonia Veinticinco entre 1991 y 2010 |
|                                                                           |
| Fuente: Censos nacionales del INDEC                                       |